# Eunomia (geslacht)
Eunomia is een geslacht van vlinders van de familie spinneruilen (Erebidae), uit de onderfamilie Arctiinae (Beervlinders).

## Soorten
- E. caymanensis Hampson, 1911
- E. colombina Fabricius, 1793
- E. insularis Grote, 1866
- E. latenigra Butler, 1876
- E. nitidula Herrich-Schäffer, 1836
- E. rubripunctata Butler, 1876